# Schondra
Schondra – gmina targowa w Niemczech, w kraju związkowym Bawaria, w rejencji Dolna Frankonia, w regionie Main-Rhön, w powiecie Bad Kissingen, wchodzi w skład wspólnoty administracyjnej Bad Brückenau. Leży w Rhön, około 17 km na północny zachód od Bad Kissingen, nad rzeką Schondra, przy autostradzie A7.

## Dzielnice
W skład gminy wchodzą trzy dzielnice: Schönderling, Singenrain i Schondra

## Historia
Pierwsze wzmianki o Schondrze pochodzą z 812. Miejscowość znajdowała się w posiadaniu klasztoru Fulda. Od XV w. urzędował tutaj sąd.
Gmina w aktualnym wyglądzie powstała 1 maja 1978 z połączenia gmin Schönderling, Singenrain i Schondra.

## Polityka
Wójtem jest Klemens Markert. Rada gminy składa się z 12 członków:
|      | Aktywni Obywatele Schondra | CSU/Chrześcijański Blok Obywatelski | Wolny Związek Wybrczy Schönderling | Wolna Grupa Wyborców Singenrain | Razem     |
| 2002 | 5                          | 2                                   | 4                                  | 1                               | 12 miejsc |

## Zabytki i atrakcje
- kościół parafialny pw. św. Anny (St. Anna)
- ruiny zamku Schildeck